# Glam-rök
Glam-rök è l'album di debutto del gruppo christian rock statunitense Fireflight.

## Tracce
1. Static Equilibrium – 3:39
2. 911 – 4:20
3. Reflections – 4:27
4. Look On – 3:25
5. Touch the Sky – 5:29
6. Reasons – 5:12
7. Voluntary Blindfold – 5:08
8. Anthem of Youth – 4:25
9. All for You – 4:40
10. Fill Me – 5:16
11. Grey – 7:10

## Formazione
- Dawn Michele - voce
- Justin Cox - chitarra
- Glenn Drennen - chitarra
- Wendy Drennen - basso
- Phee Shorb - batteria